# 이상목 (야구 선수)
이상목(李相睦, 1971년 4월 25일 ~ )은 전 KBO 리그 삼성 라이온즈의 투수인데 원래 유격수로 활동했다가 고등학교(성광) 3학년 때   투수로 전향했다.

## 출신 학교
- 대구수창초등학교
- 경복중학교
- 성광고등학교

## 프로 시절
대표적인 포크볼 투수이며 1990년 삼성 라이온즈에 입단하였지만 별 활약을 보이지 못해 1993년 시즌 중에 포수 박선일을 상대로 빙그레 이글스에 트레이드되었다.
빙그레에 이적한 후 선발 투수로 자리매김하였고 시속 140km대의 직구와 낙차 큰 포크볼로 많은 승수를 얻었으며 1999년에 14승을 하며 한화 이글스의 한국시리즈 우승 멤버로 활동했다. 2003년에 15승(14선발승) 7패(1세이브 1홀드 포함)를 기록하여 한화에서 커리어 하이 시즌을 보낸 후 FA 자격을 얻어 롯데 자이언츠에 이적하였다.
그러나 2006년을 제외하고 좋은 모습을 보여 주지 못해 2007년 시즌 뒤  방출되었으며 선동열 감독의 부름을 받아    같은 시기 친정 팀 삼성 라이온즈로 복귀했다.
2008년 8월 26일 넥센 히어로즈와의 목동 경기에서 승리(6승)(선발)하여   통산 100승(87선발승)을 거두었는데 이 경기가 그의 마지막 승리였다.
2008년 10월 플레이오프가 끝난 후 삼성 라이온즈에서 방출되어   현역에서 은퇴했다.
정경훈의 소개로 현재는 서울특별시에서 건설업에 종사하고 있으며, 사회인 야구도 병행 중이다.